# Islas Kai
Las islas Kai (también islas Kei) (en indonesio: Kepulauan Kai o atau Kei) es un archipiélago de islas de Indonesia localizadas en aguas del mar de Banda, localizadas en la parte sur-oriental de las islas Molucas, en la provincia de Molucas. La superficie total de las islas Kai es de 1 438 km². 

## Geografía
Los habitantes de las islas las llaman Nuhu Evav (islas Evav) o Tanat Evav (tierra Evav), pero son conocidas por los nativos de las islas de la región como Kei. «Kai» es en realidad una ortografía neerlandesa de la época colonial que aún persiste en libros basados en fuentes antiguas. 
Las islas Kai están en el borde del mar de Banda, al sur de la península de Doberai de Nueva Guinea, al oeste de las islas Aru, y al noreste de las islas Tanimbar. El pequeño grupo llamado islas Tayandu (también Tahayad) está justo al oeste. 
El grupo de las islas Kai comprende numerosas islas, siendo las principales las siguientes:
- Kai Besar (Nuhu Yuut o Nusteen) (Gran Kei), con 550 km², una isla montañosa y densamente boscosa;
- Kai Kecil (Nuhu Roa o Nusyanat) (Pequeña Kei), con 399 km², es la más poblada y llana ya que es un arrecife de coral levantado;
- Tanimbar Kei o Tnebar Evav;
- Kei Dulah o Du;
- Dulah Laut o Du Roa;
- Kuur;
- Taam;
- el grupo de las islas Tayandu (Tahayad).

La capital es la ciudad de Tual, en su mayoría habitada por musulmanes. Cerca de Langgur está el centro de los cristianos. Kei es famosa por la belleza de sus playas, por ejemplo, Pasir Panjang. 
Las islas Kei son parte de Wallacea, el grupo de islas indonesias que están separadas por aguas profundas tanto de la plataforma continental de Asia como de Australia, y nunca estuvieron vinculadas a ambos continentes. Como resultado, las islas Kei tienen pocos mamíferos nativos y forman parte de la ecorregión de bosques húmedos caducifolios de las Islas del Mar Banda. 

## Historia
La historia local dice que los antepasados de los isleños contemporáneos de Kei vinieron desde Bali, parte de la expansión del reino Majapahit desde el archipiélago occidental. La villa de Letvuan, en la de isla de Kei Kecil, fue el primer lugar al que arribó la familia real de Bali y el ejército, donde quedaron con los residentes locales. Como resultado, Letvuan se convirtió en sede del gobierno, cuando la ley local (Larvul Ngabal) —Sangre Roja y Lanza Balinesa— fue desarrollada por iniciativa de la princesa real Dit Sakmas. Evidencias de estos vínculos en Kei Kecil y especialmente en Letvuan incluyen una herencia y un puerto llamado Bal Sorbay (Bali Surabaya), que es el lugar donde arribó la familia real. Es un hecho reconocido por los isleños kai que algunos de sus antepasados también llegaron de otros lugares, como la isla de Sumbawa, Buton en Célebes, Ceram y Gorom en el centro de las islas Molucas, y de los sultanatos de Jailolo y Ternate  también. 
La pequeña isla de Tanimbarkei no es parte de Tanimbar, sino de las islas Kei y está habitada por menos de 1000 personas muy tradicionales. La mitad de la población se llaman a sí mismos hindúes, pero practican más o menos el culto a los ancestros. 
Después de 1999, los enfrentamientos entre las comunidades cristiana y musulmana en Ambon, también se extendieron por las islas Kei, pero se apaciguaron rápidamente de nuevo con pocas víctimas.

## Economía
El suelo de Kei Kecil es pobre. La tala y quema es todavía común. En Trepang practican la pesca y en Kei Kecil hay perlas cultivadas. 

## Lenguas
Tres lenguas austronésicas se hablan en las islas Kei: 
- el keiese, la más hablada, en 207 aldeas en Kecil Kei, Kei Besar y las islas circundantes;
- el kurese, que se habla en la isla Kur y en la cercana Kaimeer, donde el keiese se utiliza como lingua franca;
- el bandanés se habla en los pueblos de Banda-Eli (Wadan El) y Banda-Elat (Wadan Elat), en el oeste y el lado noreste de Kei Besar. Los hablantes bandaneses son originarios de las islas de Banda, pero la lengua apenas se habla allí.

No hay ningún sistema de escritura nativo en idioma keiese. Los misioneros católicos neerlandeses escribían esa lengua usando una amplia variedad del alfabeto romano. 

### Saludos
- Fel be / Fel be he - ¿hola, como estás?
- Bok át / Bok bok wat - Estoy bien

## Instrumentos musicales
Los principales instrumentos musicales son: 
- Savarngil (flauta): una  pequeña flauta nativa de 4 a 8 pulgadas de larga, abierta en ambos extremos y con seis agujeros digitales dispuestas a lo largo del tubo de bambú, sin llaves.
- Tiva (tambor): tambor individual, compuesto por una membrana de piel de ternera, que se extiende sobre un espacio cerrado o sobre uno de los extremos de una vasija vacía.
- Gong Dada: un gong de tamaño medio, de 12" a 15", con un sonido estruendoso, que tiene elevado una tetilla en el centro.